# Tati
Tati su iranska etnička grupa na Kavkazu. Tati u Aranu (Republika Azerbajdžan) broje oko 22.000. Većina Tata u Dagestanu (procjenjuje se da ih je manje od 15.000) živi u Kaitagu, Magaramkendu, Derbentu i Mahačkali. Manji broj se naselio u Sjevernom Kavkazu - Gorniju i Naljčiku. Tati potječu od perzijskih plemena koja su se naselila po kavkaskim planinama u 5. i 6. stoljeću.
Tati Arrana živi u planinskim dolinama sjevernog i sjeveroistočnog Azerbajdžana, na granici s Rusijom, koncentirana oko Krasnaje Slobode i Oguza. Veliki broj živi u i oko Bakua. Tati se dijele na tri grupe: muslimane (90% šijita), kršćane i židovske Tate - od kojih su potonji također poznati kao Planinski Židovi. Vode se rasprave o porijeklu Židovskih Tata, pa tako neki tvrde da oni uopće nisu Tati nego Židovi koji su preuzeli tatski jezik, dok ih drugi smatraju potomcima Tata koji su se preobratili na judaizam.
Naziv "Tati" su prvotno stvorili Turci kako bi označili kavkaske neturske narode. Alternativni nazivi su Tatsare, 'Tatijci' i 'Dagčufti'. Muslimanski, kršćanski i židovski Tati govore poseban dijalekt perzijskog (indoevropskog) jezika zvan tati. Pošto za Tate ne postoji abeceda, koriste se azerskim za prepisku i književnost.
Iako su Tati od početka bili poljoprivredni narod, također su razvili snažne urbane zajednice. Zemljoradnici žive u dolinama i uzgajaju pšenicu, ječam, kukuruz, vinovu lozu i krave. Oni u planinskim selima uzgajaju ovce, bikove i bivole. U sjeveroistočnom području, zajednice od 80 do 120 domaćinstava su sagrađene na hrbatima planinama. Pristup vodi određuje položaj sela, a svako selo ima vjerski objekt, kupalište i obiteljske kuće.
Tati su poznati i po tome što inzistiraju na vjenčanjima samo unutar svog naroda.